# Zimokwiat

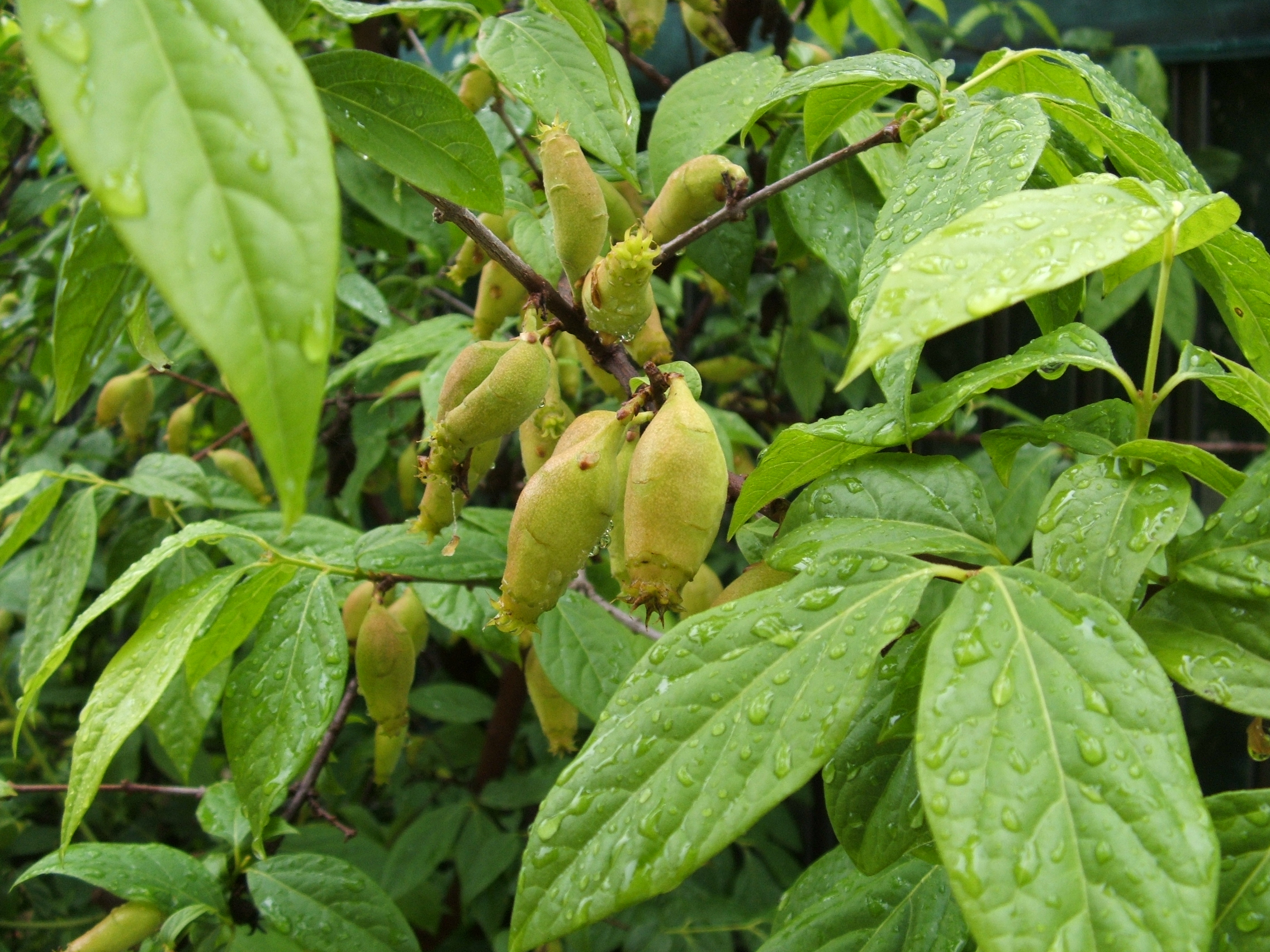
Liście i owoce zimokwiatu wczesnego

Zimokwiat (Chimonanthus Lindl.) – rodzaj roślin należący do rodziny kielichowcowatych (Calycanthaceae). Obejmuje 6 gatunków. Wszystkie są endemitami Chin, występując w ich środkowej, południowo-wschodniej i wschodniej części. Wszystkie gatunki rosną w lasach i zadrzewieniach górskich, rzadziej nad strumieniami i na przydrożach, na terenach skalistych na rzędnych od 200 do 2500 m n.p.m. Kwiaty zapylane są przez chrząszcze.
Popularny w uprawie jest zimokwiat wczesny. Gatunek jest jedną z nielicznych i najbardziej efektownie kwitnących roślin w okresie zimowym, od dawna uprawianą jako ozdobna w Chinach i Japonii. Do Europy sprowadzony został w 1766, a do Polski w 1820. Ceniony jest mimo tego, że wzrost od nasienia do pierwszego kwitnienia trwać może przez 12–14 lat. Pachnące kwiaty były podobnie jak kwiaty lawendy przechowywane z tkaninami i bielizną, dla nadania im przyjemnego aromatu.
Nazwa rodzajowa, zarówno zwyczajowa, jak i naukowa, powstała ze złożenia słów odnoszących się do specyficznego terminu kwitnienia. W przypadku nazwy naukowej utworzono ją z greckich słów cheimon znaczącego „zima” i anthos znaczącego „kwiat”.

## Morfologia
PokrójZrzucające liście i zimozielone krzewy, czasem wyrastające w małe drzewa, o pokroju wyprostowanym, z czasem rozłożystym. Młode gałązki są mniej lub bardziej czworokątne w przekroju poprzecznym. Pędy rozgałęziają się dychotomicznie.
LiścieNaprzeciwległe, cienkie, czasem nieco skórzaste i szorstkie z wierzchu.
KwiatyRozwijają się przed liśćmi w ich kątach, jeszcze w okresie zimowym i wczesną wiosną. Są krótkoszypułkowe. Listki okwiatu zachodzące na siebie, wyrastające spiralnie i mimo pewnego zróżnicowania wielkości nie dzielą się na kielich i koronę. Mają barwę białą, żółtawobiałą, żółtą, często z purpurowymi wzorami. Pręcików jest 5 do 8, ich nitki są cienkie i owłosione. Prątniczków liczne, owłosione. Zalążnia górna składa się z 5–15 wolnych słupków – każdy zawierający po dwa zalążki, z których tylko jeden się rozwija.
OwoceWydłużone, urnowate owoce rzekome, zawierają niełupki z pojedynczymi nasionami o długości 1 cm.

## Systematyka
Jeden z rodzajów z podrodziny Calycanthoideae Burnett w obrębie rodziny kielichowcowatych Calycanthaceae.
Wykaz gatunków
- Chimonanthus campanulatus R.H.Chang & C.S.Ding
- Chimonanthus grammatus M.C.Liu
- Chimonanthus nitens Oliv.
- Chimonanthus praecox (L.) Link – zimokwiat wczesny
- Chimonanthus salicifolius S.Y.Hu
- Chimonanthus zhejiangensis  M.C.Liu